# أنسا
وكالة الأنباء الإيطالية أو الوكالة القومية المشتركة للأنباء (بالإيطالية: Agenzia Nazionale Stampa Associata)‏ «أنسا». هي أكبر وكالة للمعلومات في إيطاليا وإحدى كبريات وكالات الأنباء العالمية. تعتبر أنسا وكالة أنباء تعاونية غير ربحية. كما أن أعضائها والمالكون لها هم 36 من كبريات شبكات ووكالات الأنباء في إيطاليا. ومهمتها تكمن في بث تقارير موضوعية ومحايدة للأخبار.
تأسست أنسا في 15 يناير 1945 واتخذت من روما مقرا لها. وتغطي أنسا الأحداث المحلية والدولية عبر 22 مكتبا لها داخل إيطاليا وبتواجد في أكثر من 80 مدينة في 74 بلدا حول العالم.
يتم توزيع ما يزيد عن 2000 عنوان من قبل أنسا بشكل يومي إضافة لأكثر من 700 صورة ومشاهد للفيديو. وتقوم أنسا للوسائط الرقمية المتعددة بتوزيع البرامج الرقمية (وب، تلفزيون، ساتلايت وهاتف نقال) باستخدام تقنيات حديثة.
بين أكثر من 1400 عميل لأنسا للإنتاج يوجد شركات إعلامية، منظمات إضافة إلى الحكومة.

## وصلات خارجية
- الموقع الرسمي (بالإيطالية)
- الأخبار بالإنكليزية